# Karl Frodl
Karl Alfred Frodl (* 8. August 1919 in Klagenfurt; † 12. Mai 2007 in Buchegg, Gemeinde Oberhaag) war ein  österreichischer Politiker (ÖVP) und Landwirt. Frodl war von 1965 bis 1984 Abgeordneter zum österreichischen Nationalrat.

## Leben und Wirken
Karl Frodl wurde am 8. August 1919 als Sohn von Alois Frodl (* 23. März 1894 in Sankt Martin am Wöllmißberg), Verwalter des Schönhofs in der Gemeinde Annabichl, und dessen Ehefrau Maria (geborene Cimpaser(?); * 15. Juli 1892 in Drabunaschach bei Gallizien) in der Klagenfurter Gebäranstalt geboren und am 13. August 1919 auf den Namen Karl Alfred getauft. Seine Eltern hatten am 7. September 1915 in Wiener Neustadt geheiratet. Am 9. Februar 1930 wurde er in Graz gefirmt.
Frodl erlernte nach dem Besuch der Pflichtschule den Beruf des Fleischhauers und war in der Folge beruflich als Landwirt tätig, wobei er den Berufstitel Ökonomierat verliehen bekam. Am 30. November 1946 heiratete er in erster Ehe standesamtlich und kirchlich in Arnfels eine Anna Repolusk. Am 29. Jänner 1955 heiratete er in zweiter Ehe standesamtlich in Villach eine Anna Zirngast.
Er engagierte sich politisch ab 1953 als Mitglied der Österreichischen Volkspartei und war ÖVP-Ortsparteiobmann der Gemeinde Oberhaag. Er war zudem ab 1965 Hauptbezirksparteiobmann der ÖVP Leibnitz und wirkte bereits ab 1962 als Kammerrat der Landeskammer für Land- und Forstwirtschaft für die Steiermark. Zudem war Frodl Obmann der Molkerei Leibnitz und des Fleckviehzuchtverbandes Steiermark. Er vertrat seinen Wahlkreis zwischen dem 8. Juli 1965 und dem 19. September 1984 im Nationalrat und war von 1975 bis 1990 Bürgermeister von Oberhaag.